# PROVEA
Os venezuelanos Programa de Educação em Direitos Humanos Acção (PROVEA espanhol) é uma organização não-governamental (ONG) independente venezuelana dedicada à exploração da situação dos direitos humanos na Venezuela e na promoção e defesa deles. A organização do trabalho é resumido em um relatório anual a ser publicado e distribuído para as entidades públicas e privadas, nacionais e internacionais.